# Blanowice (gromada)
Blanowice – dawna gromada, czyli najmniejsza jednostka podziału terytorialnego Polskiej Rzeczypospolitej Ludowej w latach 1954–1972.
Gromady, z gromadzkimi radami narodowymi (GRN) jako organami władzy najniższego stopnia na wsi, funkcjonowały od reformy reorganizującej administrację wiejską przeprowadzonej jesienią 1954 do momentu ich zniesienia z dniem 1 stycznia 1973, tym samym wypierając organizację gminną w latach 1954–1972.
Gromadę Blanowice z siedzibą GRN w Blanowicach (obecnie w granicach Zawiercia) utworzono – jako jedną z 8759 gromad na obszarze Polski – w powiecie zawierciańskim w woj. stalinogrodzkim, na mocy uchwały nr 24/54 WRN w Stalinogrodzie z dnia 5 października 1954. W skład jednostki weszły obszary dotychczasowych gromad Blanowice, Pomrożyce i Skarżyce ze zniesionej gminy Kromołów w tymże powiecie. Dla gromady ustalono 16 członków gromadzkiej rady narodowej.
20 grudnia 1956 województwo stalinogrodzkie przemianowano (z powrotem) na katowickie.
31 grudnia 1961 do gromady Blanowice włączono wieś Rudniki ze zniesionej gromady Rudniki w tymże powiecie.
1 stycznia 1965 z gromady Blanowice wyłączono część obszaru wsi Blanowice stanowiącą kolonię Ręby o powierzchni 18,88 ha, włączając ją do Zawiercia (miasta na prawach powiatu) w tymże powiecie.
Gromada przetrwała do końca 1972 roku, czyli do kolejnej reformy gminnej.